# 사쿠라이 다쓰노리
사쿠라이 다쓰노리(일본어: 櫻井 辰徳, 2002년 7월 26일~)는 일본의 축구 선수이다.

## 구단 경력
그는 2021년 J1리그의 비셀 고베에 입단했다. 2022년부터 2023년까지 J2리그의 도쿠시마 보르티스에서 뛰었다. 2024년 비셀 고베로 복귀했다. 2024년 7월 J2리그의 미토 홀리호크로 이적했다. 2025년 사간 도스로 이적했다.